# (2037) Tripaxeptalis
(2037) Tripaxeptalis (1973 UB) – planetoida z pasa głównego asteroid okrążająca Słońce w ciągu 3,49 lat w średniej odległości 2,3 au. Odkryta 25 października 1973 roku.